# Mistrzostwa Świata w Biathlonie 2023
53. Mistrzostwa Świata w Biathlonie odbywały się w dniach 8–19 lutego 2023 roku w niemieckim Oberhofie. Były to drugie mistrzostwa świata w biathlonie rozgrywane w tej miejscowości, poprzednio Oberhof zorganizował Mistrzostwa Świata w Biathlonie 2004. 
Podczas mistrzostw rozegranych zostało dwanaście konkurencji wśród kobiet i mężczyzn: sprint, bieg indywidualny, bieg pościgowy, bieg masowy i sztafeta oraz sztafeta mieszana i pojedyncza sztafeta mieszana.

## Program mistrzostw
| Dzień     | Początek | Konkurencja                  | Liczba uczestników |
| Dzień     | CET      | Konkurencja                  | Liczba uczestników |
| --------- | -------- | ---------------------------- | ------------------ |
| 8 lutego  | 14:45    | Sztafeta mieszana            | 26x4               |
| 10 lutego | 14:30    | Sprint kobiet                | 96                 |
| 11 lutego | 14:30    | Sprint mężczyzn              | 111                |
| 12 lutego | 13:25    | Bieg pościgowy kobiet        | 57                 |
| 12 lutego | 15:30    | Bieg pościgowy mężczyzn      | 56                 |
| 14 lutego | 14:30    | Bieg indywidualny mężczyzn   | 104                |
| 15 lutego | 14:30    | Bieg indywidualny kobiet     | 90                 |
| 16 lutego | 15:30    | Pojedyncza sztafeta mieszana | 27x2               |
| 18 lutego | 11:45    | Sztafeta mężczyzn            | 22x4               |
| 18 lutego | 15:00    | Sztafeta kobiet              | 16x4               |
| 19 lutego | 12:30    | Bieg masowy mężczyzn         | 30                 |
| 19 lutego | 15:15    | Bieg masowy kobiet           | 30                 |

## Medaliści i medalistki
| Konkurencja                  | Złoto                                                                                               | Srebro                                                                                  | Brąz                                                                                       | Źr.    |
| ---------------------------- | --------------------------------------------------------------------------------------------------- | --------------------------------------------------------------------------------------- | ------------------------------------------------------------------------------------------ | ------ |
| Sztafeta mieszana            | Norwegia Ingrid Landmark Tandrevold · Marte Olsbu Røiseland · Sturla Lægreid · Johannes Thingnes Bø | Włochy Lisa Vittozzi · Dorothea Wierer · Didier Bionaz · Tommaso Giacomel               | Francja Julia Simon · Anaïs Chevalier-Bouchet · Émilien Jacquelin · Quentin Fillon Maillet | [ 1 ]  |
| Sprint kobiet                | Denise Herrmann-Wick                                                                                | Hanna Öberg                                                                             | Linn Persson                                                                               | [ 2 ]  |
| Sprint mężczyzn              | Johannes Thingnes Bø                                                                                | Tarjei Bø                                                                               | Sturla Holm Lægreid                                                                        | [ 3 ]  |
| Bieg pościgowy kobiet        | Julia Simon                                                                                         | Denise Herrmann-Wick                                                                    | Marte Olsbu Røiseland                                                                      | [ 4 ]  |
| Bieg pościgowy mężczyzn      | Johannes Thingnes Bø                                                                                | Sturla Holm Lægreid                                                                     | Sebastian Samuelsson                                                                       | [ 5 ]  |
| Bieg indywidualny mężczyzn   | Johannes Thingnes Bø                                                                                | Sturla Holm Lægreid                                                                     | Sebastian Samuelsson                                                                       | [ 6 ]  |
| Bieg indywidualny kobiet     | Hanna Öberg                                                                                         | Linn Persson                                                                            | Lisa Vittozzi                                                                              | [ 7 ]  |
| Pojedyncza sztafeta mieszana | Norwegia Johannes Thingnes Bø · Marte Olsbu Røiseland                                               | Austria Lisa Hauser · David Komatz                                                      | Włochy Lisa Vittozzi · Tommaso Giacomel                                                    | [ 8 ]  |
| Sztafeta kobiet              | Włochy Samuela Comola · Dorothea Wierer · Hannah Auchentaller · Lisa Vittozzi                       | Niemcy Vanessa Voigt · Hanna Kebinger · Sophia Schneider · Denise Herrmann-Wick         | Szwecja Linn Persson · Anna Magnusson · Elvira Öberg · Hanna Öberg                         | [ 9 ]  |
| Sztafeta mężczyzn            | Francja Antonin Guigonnat · Fabien Claude · Emilien Jacquelin · Quentin Fillon Maillet              | Norwegia Vetle Sjåstad Christiansen · Tarjei Bø · Sturla Lægreid · Johannes Thingnes Bø | Szwecja Peppe Femling · Martin Ponsiluoma · Jesper Nelin · Sebastian Samuelsson            | [ 10 ] |
| Bieg masowy kobiet           | Hanna Öberg                                                                                         | Ingrid Landmark Tandrevold                                                              | Julia Simon                                                                                | [ 11 ] |
| Bieg masowy mężczyzn         | Sebastian Samuelsson                                                                                | Martin Ponsiluoma                                                                       | Johannes Thingnes Bø                                                                       | [ 12 ] |

## Tabela medalowa
*   Gospodarz ( Niemcy)
| Miejsce | Reprezentacja | Złoto | Srebro | Brąz | Razem |
| ------- | ------------- | ----- | ------ | ---- | ----- |
| 1       | Norwegia      | 5     | 5      | 3    | 13    |
| 2       | Szwecja       | 3     | 3      | 5    | 11    |
| 3       | Francja       | 2     | 0      | 2    | 4     |
| 4       | Niemcy*       | 1     | 2      | 0    | 3     |
| 5       | Włochy        | 1     | 1      | 2    | 4     |
| 6       | Austria       | 0     | 1      | 0    | 1     |
| Razem   | Razem         | 12    | 12     | 12   | 36    |